# David Serrat i Congost
David Serrat i Congost (Sant Joan de les Abadesses, Ripollès, 1949) és un geòleg, investigador i catedràtic universitari català.

## Trajectòria
Llicenciat en ciències geològiques el 1973 i doctor en geologia el 1979 per la Universitat de Barcelona, de la qual, des del 1989, ha estat catedràtic de geodinàmica externa a la Facultat de Geologia, de la qual ha estat degà. La seva activitat docent no s'ha restringit a la Universitat de Barcelona. Ha impartit docència de postgrau a la Universitat de São Paulo (Brasil), a la Universidad Católica del Norte (UCN) de Xile, i al Centro Austral de Investigaciones Científicas (CADIC) de l'Argentina.
Durant la seva trajectòria professional ha treballat especialment en la geomorfologia i el Quaternari als Pirineus, en la Terra de Foc, a l'Antàrtida i en el desert d'Atacama. Ha estat director del Departament de Geologia, Dinàmica, Geofísica i Paleontologia. I també, secretari de la Facultat de Geologia, director de l'Institut de Recerca d'Alta Muntanya (Vielha). Ha estat membre del Consell Assessor del Parlament per a la Ciència i la Tecnologia (CAPCIT) i del Consell de Protecció de la Natura (CPN). I ha estat el primer director de l'Agència per a la Qualitat del Sistema Universitari de Catalunya. Va ser Director general de Recerca de la Generalitat de Catalunya entre el 1997 i el 2002, i rector de la Universitat de Vic (Osona) entre el 2002 i el juny del 2006. L'any 2006 fou nomenat president de la Secció de Ciències i Tecnologia de l'IEC, substituint a l'enginyer industrial Joaquim Agulló i Batlle, que havia ocupat el càrrec des del 2002.
La seva relació, com a docent, a la Facultat de Geografia i Història de la UB el portà a interessar-se per temes fronterers entre la geologia i les humanitats, com la geografia física i la geoarqueologia. Ha estat autor de nombroses publicacions relacionades amb aquesta temàtica. Forma part del Consell de Redacció de la Revista Catalana de Geografia, i dels consells editorials de les revistes Contributions to Science i Cuaternario y Geomorfología i del consell assessor de la revista Ausa, publicació del Patronat d'Estudis Osonencs.
Des del 1996 és membre numerari de l'Institut d'Estudis Catalans, formant part de la Secció de Ciències i Tecnologia, secció que va presidir de 2007 a 2014, i des de 2014 és secretari científic de l'IEC. Entre els anys 1979 i 1984 ocupà els càrrecs de conservador (1979), bibliotecari (1981) i secretari (1982-1984) de la Institució Catalana d'Història Natural (ICHN), i entre el 1994 i el 1998 fou el president d'aquesta mateixa Institució.

## Reconeixements
El 2015 va rebre la Medalla Narcís Monturiol al mèrit científic i tecnològic de la Generalitat de Catalunya. I l'any 2016 el Patronat d'Estudis Osonencs li feu el lliurament de la distinció de Membre de Mèrit 2015, reconeixent-li la seva tasca científica valorada internacionalment, la seva gestió acadèmica en diverses universitats i organismes, i la seva implicació en diversos projectes de recerca de gran importància per a la nostra comarca i el seu entorn.

## Publicacions[6][2]
- "Condicionants geològics i estructura urbana de la "Roda Civitas" (l'Esquerda, Osona)", amb I. Ollich i Castanyer, M. de Rocafiguera Espona i M. Ocaña. A: V Congrés d'Arqueologia medieval i moderna a Catalunya: Barcelona, 22-25 de maig de 2014, coord. per J. M. Vila, Vol. 1, pàgs. 385-390 (2015)
- "Episodis sedimentaris i paleoambientals en el vessant meridional dels Pirineus Orientals entre els c. 20-11,5 ka cal BP", amb M. Bergadà. A: Els Pirineus i les àrees circumdants durant el tardiglacial. Mutacions i filiacions tecnoculturals, evolució paleoambiental (16000-10000 BP): XIV Col·loqui Internacional d'Arqueologia de Puigcerdà. Puigcerdà-10-12 de novembre de 2006. Homenatge al professor Georges Laplace, coord. per O. Mercadal Fernández; G. Laplace, pàgs. 105-128 (2009)
- "Competencias y habilidades transversales entre geología y arqueología prehistórica", amb M. Rita Estrada, E. Vicens, E. Maestro-Maideu, O. Oms, A. Álvarez Pérez, A. Obrador Tuduri, X. Clop i García, F. Borrell Tena, J. Anfruns, E. Guerrero, M. Molist i M. E. Arribas Mocoroa. A: Experiencias docentes innovadoras de la UAB en Ciencias Experimentales y Tecnológicas y en Ciencias de la Salud: hacia el Espacio Europeo de Educación Superior (EEES), coord. per M. Martínez González, E. Añaños, pàgs. 33-46 (2009)
- "Natura i home". A: La natura: edició en homenatge al Dr. Francesc J. Fortuny i Bonet (1936-2004), coord. per J. Monserrat i Molas, I. Roviró i Alemany, pàgs. 13-21 (2004)
- "Un bosque sumergido en Bahía Sloggett, Tierra del Fuego, Argentina: evidencia de actividad neotectónica diferencial en el holoceno tardío". A: A. Coronato, C. E. Roig, J. Rabassa, O. Martínez. Procesos geomorfológicos y evolución costera: actas de la II Reunión de Geomorfología Litoral, Santiago de Compostela, junio de 2003, coord. per R. Blanco Chao, J. López Bedoya, A. Pérez Alberti, pàgs. 333-346 (2004)
- "Prospecció geoarqueològica del curs mig del Segre (Artesa de Segre, Foradada, Cubells i Alòs de Balaguer, la Noguera)", amb M. M. Bergadà Zapata, J. M. Fullola i Pericot, J. L. Peña i R. M. Poch Claret. A: Actes de les Jornades d'Arqueologia i Paleontologia 2000: Lleida, 30 de novembre, 1 i 2 de desembre de 2000, coord. per M. Genera i Monells, Vol. 1, pàgs. 91-106 (2003)
- "Canvis sedimentaris i climàtics durant el Paleolític superior final i l'Epipaleolític a Catalunya", amb J. M. Fullola i Pericot i M. M. Bergadà Zapata. A: Geoarqueología quaternari litoral: memorial María Pilar Fumanal, M. P. Fumanal García (dir. congr.), pàgs. 61-68 (1999)
- "Las terrazas del curso medio del río Montsant (Priorato, Tarragona) y su relación con los asentamientos prehistóricos", amb P. García-Argüelles i Andreu i M. M. Bergadà Zapata. A: El Cuaternario en España y Portugal, Vol. 1, pags. 493-499 (1993)
- "Los fenómenos glaciares en la Vertiente Meridional de los Pirineos", amb C. E. Martí Bono i M. del C. González. A: Medio físico, desarrollo regional y geografía: V Coloquio de Geografía: Facultad de Filosofía y Letras de la Universidad de Granada, Sección de Geografía, Granada, 3 al 6 de octubre de 1977, pàgs. 67-74 (1977)
- "Las formaciones geométricas periglaciares de los altos niveles del Pirineo Oriental", amb A. Gómez Ortiz. A: Medio físico, desarrollo regional y geografía: V Coloquio de Geografía: Facultad de Filosofía y Letras de la Universidad de Granada, Sección de Geografía, Granada, 3 al 6 de octubre de 1977, pàgs. 75-84 (1977)